# 畝傍町
畝傍町（うねびちょう）は、かつて奈良県にあった町。現在の橿原市の一部。

## 歴史
- 1889年（明治22年）4月1日 - 町村制施行により高市郡久米村、 鳥屋村、 南妙法寺村、 池尻村、 吉田村、 畝傍村、 石川村、 五条野村、 大軽村、 木殿村、 見瀬村、 田中村、 四分村、 大久保村、 御坊村、 和田出屋敷村、 和田村、 四条村、 山本村、 洞村が合併し、白橿村（しらかしむら）が発足。
- 1928年（昭和3年）2月11日 - 白橿村が町制施行し、畝傍町へ改称。
- 1956年（昭和31年）2月11日 - 高市郡今井町・八木町・鴨公村・真菅村、磯城郡耳成村と合併し橿原市を設置して消滅。